# スイモクチャンネル
『バズ探検バラエティ スイモクちゃんねる』（バズたんけんバラエティ スイモクちゃんねる）は、2020年4月1日から2021年9月23日までBS-TBSで毎週水・木曜日の23:00 - 23:54に放送されていた情報・バラエティ番組。「BS-TBS 4K」（同局が運営する4K放送向けチャンネル）でサイマル放送を実施していた。
番組タイトルの『スイモク』は放送曜日（水・木曜日）に由来していて、2021年3月25日（木曜日）放送分までは『スイモクチャンネル』という表記をタイトルに用いていた。

## 概要
20・30代の視聴者をメインターゲットに定めながら、その世代がすぐに知りたそうな情報を、ロケ企画とスタジオトークで届けた。
『スイモクチャンネル』時代から、宮下草薙が水曜日、トラウデン直美が木曜日のスタジオMC担当。『スイモクちゃんねる』への改題を機に、「宮下草薙/トラウデン直美のバズ探検バラエティ」というサブタイトルが加えられた。
放送上は、スタジオでMCとゲストがロケ企画（詳細後述）の映像を見ながら進行。エンディングには「本日の名場面」というコーナーが設けられていて、当日放送のロケ企画から印象に残ったシーンを振り返るようになっていた。
TVerとTBS FREEでは、毎週金曜日の12:00を目途に、当該週（水・木曜放送分）の全編無料見逃し配信を1週間限定で実施。ロケ企画の一部では、YouTubeの番組公式チャンネル（#外部リンク）で、本編の動画を放送後に順次配信している。
実際には番組の開始前（2020年初頭）から日本国内で新型コロナウイルスへの感染が拡大していて、放送1週目の時点で新規の収録が困難な状況に陥ったため、放送が2週目に入る予定だった同年4月8日（水曜日）から5月7日（木曜日）まで番組自体を休止。1週目の再放送を5月13日（火曜日）と14日（木曜日）に実施したうえで、2週目に流す予定で収録済みの映像を20日（水曜日）と21日（木曜日）に放送することによって番組の再開に漕ぎ着けた。再開後も、BS-TBSが夜間にスポーツ中継（『S☆1 BASEBALL』名義でのプロ野球ナイトゲーム中継など）の放送枠を編成する日には、（中継の発生・中継時間延長の有無にかかわらず）当番組の放送をあらかじめ休止。当番組の放送枠を、他番組（2021年9月29日まで毎週水曜日の22時台に放送されている『ねこ自慢』など）の傑作選に充てていた。
水曜分は2021年9月15日、木曜分は翌週（同月23日）で放送を終了。同年10月以降は、当番組の放送枠で6日から毎週水曜日に『ねこ自慢』、翌7日から毎週木曜日に『シミュGOLF!』（ビビる大木のMCによる新番組で23:00 - 23:30に放送）などを編成している。YouTubeの公式チャンネルについては、放送の終了を機に2021年9月30日（木曜日）で閉鎖されることが発表されていたが、実際には10月以降も存続している。

## 出演者
- 宮下草薙（水曜日MC）
- トラウデン直美（木曜日MC）

この他にも、スタジオやロケ企画に若干名のゲストを迎えていた。公式サイト内の「バックナンバー」ページによれば、ゲストは「TBSアナウンサー」「スペシャリスト（専門家）」「YouTuber」「タレント」「お笑いタレント」「アイドル」「ファッションモデル」「音楽家」といったカテゴリーに分けられていて、複数のカテゴリーからゲストを招くことも多かった。
編成上の事情から水曜分を木曜分より1週早く終了させたため、木曜分の最終回には、宮下草薙がトラウデンとのロケ企画やスタジオに出演していた。

## 主な企画
- トラウデンが20・30代の人物（事故や家庭環境などで試練を味わった経験を持つ女性、トランスジェンダー、ヤングケアラー、YouTuberなど）の実情に迫る企画
- TBSテレビの現職アナウンサーの素顔や特技を活かした企画
  - 20・30代の女性アナウンサーに焦点を当てた「モーニングルーティン」「毎日メイク」や、同年代の男性アナウンサーからも国山ハセン・南波雅俊・齋藤慎太郎が参加した「45秒踊ってみた」「本気で歌ってみた」（詳細後述）をシリーズで放送。この他にも、「ラーメン好き」を自認する篠原梨菜が話題のラーメンを試食するグルメロケ企画や、「女子アナ界No.1のゲーマー」と呼ばれている宇内梨沙（TBSテレビライブエンタテイメント局「eスポーツ研究所」の所員を兼務）が実況しながらアーケードゲームやオンラインゲームに臨む企画が定期的に組まれていた。
  - 番組の終了を機に閉鎖することが発表されていたYouTube上の公式チャンネルでは、アナウンサー関連の企画に限り、ロケ映像のアーカイブ動画が終了後も公開されている。
- 宮下草薙が二郎系ラーメンを食べ尽くすグルメロケ企画
- 宮下草薙とゲストによる対決企画
- 西村瑞樹がソロキャンプの作法（ソロキャンプ術）をゲスト（TBSテレビアナウンサーの宇内・齋藤など）や視聴者へ指南する企画
- 女性のYouTuberやTBSテレビの女性アナウンサー（主に若林有子）が（宮下草薙や男性視聴者の）「彼女」という設定で料理の作り方や話題のサービス・スポットを紹介する「彼女ロールプレイ」
  - 2021年に入ってからは、「彼女ロールプレイ」とは別に、女性タレントやTBSテレビの女性アナウンサーがオリジナル炒飯の作り方を実演で紹介するシリーズ企画も放送された。

企画によっては、トラウデンも単独（または宮下草薙と共同）でロケへ参加。収録済の企画を編成上の事情などで当初の予定どおりに放送できなかった場合にも、放送日を変更・公式サイトで告知したうえで順次放送していた。

## スタッフ
- 構成：松田敬三、猿橋英之、吉野基比古、板倉輝
- EED：青田亨、岩田海帆夏
- カメラ：横手友昭、古市温
- 音声：北川弦己
- 照明：奥山雅章
- 技術協力：オムニバス・ジャパン、JUNESEP、マリポーサカンパニー
- 美術：清水久
- 音効：藤代広太
- 宣伝：池田千華
- 編成：初瀬川啓太
- キャスティング：長谷川三芳
- サブディレクター：岩見遼、内田淳、萩尾仁、佐々木秀太、平野友惟、天野羽南、小田切愛優、濱中勇人
- ディレクター：平野晃司、新宮原敦、川嶋和成、竹内みなみ、辻仁史、中野拓人、井上あゆみ、四方田翔平、濱口賢治、栗田将希
- 総合演出：十文字岳
- プロデューサー：有我健、春日孝夫、菅慶彦
- 制作協力：TBS SPARKLE
- 製作著作：BS-TBS

### 過去のスタッフ
- 技術
  - SW：渡辺滋雄
  - CAM：濱川和人
  - MIX：瀧健太郎
  - 照明：足立洋幸
  - VE：中原健裕
  - VTR：伊東健一郎
  - 技術協力：エクサインターナショナル
- CG：岩屋朝仁、工藤理恵
- TK：海東祐里奈
- キャスティング：松山純子
- サブディレクター：島田遼